# Zamostek
Zamostek – wieś w Polsce położona w województwie lubelskim, w powiecie krasnostawskim, w gminie Gorzków. Miejscowość leży wzdłuż przebiegu drogi wojewódzkiej nr 842.
W latach 1975–1998 miejscowość administracyjnie należała do województwa zamojskiego.
Wieś stanowi sołectwo gminy Gorzków. Według Narodowego Spisu Powszechnego (III 2011 r.) wieś liczyła 130 mieszkańców.
Wierni Kościoła rzymskokatolickiego należą do parafii św. Stanisława Biskupa i Męczennika w Gorzkowie.